# Bruno Neves
Bruno Neves (* 5. September 1981 in Oliveira de Azeméis; † 11. Mai 2008) war ein portugiesischer Radrennfahrer.

## Leben
Bruno Neves galt als hoffnungsvoller Sprinter. Er begann seine Karriere 2002 bei dem Radsportteam ASC-Vila do Conde. Ab dem Jahr 2005 fuhr er für das Team Madeinox-A.R. Canelas. Im Jahr 2005 konnte er bei der Portugal-Rundfahrt eine Etappe gewinnen. Beim Rennen GP Internacional Costa Azul 2006 wurde er Neunter in der Gesamtwertung. Außerdem gewann er im gleichen Jahr das Rennen Prémio de Abertura.
Nach einem schweren Sturz während des Radrennens Clássica de Amarante auf der N15 zwischen Amarante und Lixa verstarb er am 11. Mai 2008 auf dem Weg ins Krankenhaus.

## Erfolge
2006
- Punktewertung Tour de l’Avenir
- Prémio de Abertura

2005
- 9. Etappe Portugal-Rundfahrt
- 3. Etappe GP Abimota
- 3. Etappe Volta a Terras de Santa Maria

2004
- Gesamtwertung GP Barbot und 1 Etappensieg (2. Etappe)

## Teams
- 2002 ASC-Vila do Conde
- 2004 ASC-Vila do Conde
- 2005 Madeinox-A.R. Canelas
- 2006 Madeinox-Bric-A.R. Canelas
- 2007 LA MSS Milaneza
- 2008 LA-MSS